# معركة مضيق الجدي
كانت القوة المخصصة للقيام بعملية التطوير في القطاع الأيسر للجيش الثالث هي لواء مشاة ميكانيكي من الفرقة 7 مشاة – التي كان يتولى قيادتها العميد أ.ح. أحمد بدوي – يتم دفعه من رأس كوبري الفرقة للعمل كمفرزة أمامية للجيش في اتجاه ممر الجدي. وكان المفترض أن يبدأ اللواء المشاة الميكانيكي هجومه في نفس التوقيت الذي حددته القيادة العامة بالمركز 10 بالقاهرة لجميع المفارز الأمامية على مواجهة الجيشين الثاني والثالث لتطوير الهجوم شرقا وهو الساعة السادسة والنصف صباح يوم 14 أكتوبر. ولكن حادثا من الحوادث الفريدة في نوعها جرى بالنسبة لهذا اللواء، فقد قام بعملية تطوير هجومه مبكرا 24 ساعة عن التوقيت الي بدأت فيه جميع المفارز الأمامية للجيش الثاني والثالث عمليات تطوير هجومها شرقا، وفيما يلي القصة الحقيقية لهذا الحادث:
بعد ظهر يوم 12 أكتوبر، تم اعداد التعليمات الخاصة بتطوير الهجوم شرقا بناء على أمر الفريق أحمد إسماعيل في المركز 10 بالقاهرة وتحرك اللواء محمد غنيم إلى الجيش الثاني واللواء طه المجدوب إلى الجيش الثالث حاملين معها تعليمات العمليات لتسليمها إلى اللواء سعد مأمون واللواء عبد المنعم واصل قائدي الجيشين، وكانت تقضي ببدء عمليات التطوير في الساعة السادسة والنصف صباح يوم 13 أكتوبر. وعندما علم الفريق أحمد إسماعيل القائد العام من الفريق سعد الشاذلي رئيس الأركان بالمعارضة الشديدة التي أبداها الجيشين لعملية تطوير الهجوم خلال اتصالهما به هاتفيا قرر استدعائهما لحضور مؤتمر بالقيادة العامة بالمركز 10 بالقاهرة في مساء اليوم نفسه. ورغم توجه قائدي الجيشين إلى القاهرة فإن مركز القيادة المتقدم لكل جيش منهما استمر في اعداد التحضيرات اللازمة للمعركة بمجرد تسلمه تعليمات العمليات الواردة من القيادة العامة نظرا لضيق الوقت، على أساس أن عملية تطوير الهجوم ستبدأ وفقا للموعد المحدد في هذه التعليمات في الساعة السادسة والنصف صباح يوم 13 أكتوبر، ولذا صدرت في الحال الأوامر الانذارية إلى المفارز المعينة للعملية وإلى التشكيلات والوحدات الأخرى التي ستقوم بتأمين دفع هذه المفارز من خطوط الدفع المحددة لها وفقا للتعليمات.